# ESL (eSports)
ESL (eredetileg Electronic Sports League) egy eSport cég, amely versenyeket szervez meg világszerte. Az ESL a világ legnagyobb eSport-vállalata, a legrégebbi, napjainkban is működő profi eSport-szervezet. Központja Köln, Németország, 11 irodával rendelkezik, valamint több nemzetközi TV stúdiót tartanak fenn világszerte. Az ESL legnagyobb eSports-adásának helyszíne a Twitch.

## Történelem
Az Electronic Sports League (röviden ESL) megalapítására 2000-ben került sor, a Deutsche Clanliga utódjaként (amely 1997-ben alapult). A cég online játék-ligákat szervezett és egy játék magazint is kiadott, valamint szervereket bérelt egyes versenyek megrendezéséhez.
Az ESL éves termelése megduplázódott 2012 és 2014 között. 2015-ben az ESL Intel Extreme Masters (továbbiakban IEM) Katowice volt a leglátogatottabb esport-esemény. A rendezvényen 100.000 ember vett részt, a Twitch nézettsége pedig felülmúlta az egymilliót. 
2015 júliusában a Modern Times Group (MTG) 74 százalékos részesedést vásárolt meg az ESL anyavállalatától, a Turtle Entertainment-től 86 millió dollárért. Szintén júliusban az ESL bejelentette részvételét az "esports in cinema" kezdeményezésben, miszerint élő esport eseményeket közvetít több mint 1500 filmszínházban az egész világon. Az "esports in cinema" a Dota 2 és Counter Strike: Global Offensive nevű játékot tartalmazta az ESL One Cologne és ESL One New York eseményről, valamint bemutatták az "All Work, All Play" című dokumentumfilmet, amely az esport növekedését mutatja be és kiemeli a profi játékosokat az IEM világbajnokságon. 
Miután egy játékos nyilvánosan is elismerte hogy egy Adderall nevű szert használt, az ESL együtt dolgozott a Nemzeti Doppingellenes Ügynökséggel (National Anti-Doping Agency) egy kábítószer-ellenes politika kialakításán. Ez az első nemzetközi esport vállalat, akik segítettek a doppingellenes előírások érvényesítésében. Véletlenszerűen tesztelték a World Anti-Doping Agency által tiltott szereket az eseményeken. A teljesítményfokozó szerek használatának büntetési formái a csökkentett nyereménytől, a maximum kétéves ESL eseményektől való eltiltásig terjedhet.  
Az ESL 2015 augusztusában az ESL One Cologne eseményen együtt dolgozott a Valve Corporation-el a Lanxess Arénában, ahol 16 csapat vett részt a Counter Strike: Global Offensive című játékban. Az ESL véletlenszerű kábítószer-tesztet végzett az eseményen. Minden teszt negatív volt. A bajnokságot több mint 27 millió néző követte, ezáltal a legnagyobb és leglátogatottabb CS:GO verseny volt.  
2015 októberében az ESL a Madison Square Garden színházban tartott Dota 2 bajnokságot. Ugyanebben a hónapban az ESL megállapodást kötött az ArenaNettel hogy elkészíthessék a Guild Wars 2 Pro League-t, amely a hét hivatalos ESL Pro League egyike.  
Az ESL 2015 novemberében tartotta a 10. aréna rendezvényét a Kaliforniai San Jose-i SAP központban. Az eseményt több mint 10 millió néző követte a Twitch.tv-n és ez volt a legnagyobb Counter Strike esemény Amerikában. Az ESL partnerséget kötött az Activision nevű céggel, a 2016-os Call of Duty világbajnokság miatt.   

## Versenyek
Az ESL világszerte szervez versenyeket, együttműködve olyan kiadókkal, mint a Blizzard Entertainment, Riot Games, Valve Corporation, Microsoft, Wargaming. A  legjelentősebb versenyek közül néhány a következő:

### ESL Play
Az ESL Play a világvezető platformja az esportnak. A platform biztosítja az összes nemzetiségű játékosnak a lehetőséget, emellett játékos képességek szerint is van lehetőség versenyezni. Az első ilyent szint, az ESL Open. Ez mindenki számára elérhető, beleértve a kezdőket is. Második lépcsőfok az ESL Major. Itt valamilyen követelménynek kell megfelelni, vagy kvalifikáció során lehet felkerülni az ESL Open-ből. Innen lehet feljutni a következő szintre, az ESL Pro-ra. 

### ESL Pro Liga
Az ESL jelenleg 9 hivatalos profi bajnokságot kínál a játékokban. Ezek közül az ismertebb az Overwatch, Counter Strike: Global Offensive és a Rocket League.

### ESL National Championships
Az ESL National Championships, magyarul ESL Nemzeti Bajnokságnál régióspecifikus ESL Pro versenyek kerülnek megrendezésre.  Az ESL Meisterschaft, a német bajnokság 2002-ben kezdődött, és ez így a legrégebbi esport bajnokság. Az ESL UK Premiership, egy másik regionális esport széria, és ez jelenleg az ESL legnagyobb regionális versenye 2010 óta. Régiótól eltérő játékok kerülnek felhozatalra, valamint a pénzdíjazás sem egyenlő elosztású.
Magyarország az ESL Délkelet-európai bajnokságához tartozik, ahol rendszeresen vesznek részt a régió legjobbjai. 

### ESL One
Az ESL One egy offline rendezvényre fókuszáló széria. Ezt az eseményt a Valve Corporation gyakran választja ki a hivatalos Counter Strike: Global Offensive Major versenyhelyszínének. 

### Intel Extreme Masters
Az Intel Extreme Masters a világ legrégebben futó globális esports versenysorozata.

## ESL Technológiával
ESL hozta létre az ESL Wire Anti-Cheat szoftvert, az online csalás ellen. 2015-ben, ESL sikeresen integrálta a Wargaming.net "Battle API" -t a versenyekhez. Az API lehetővé tette a játékos adatainak pontosabb követését. Ugyanebben az évben megjelent ESL Matchmaking, amely használja ESL API-t, ezzel létrehozva a jobb játékos követést és kiegyenlített játékmódot. A Microsoft dolgozott az ESL-el, hogy hozzon létre egy Xbox alkalmazást számukra, hogy az ESL kupákat szervezhessen könnyebben az Xbox versenyekre.